# Tokmakskij aeroport
Tokmakskij aeroport (ryska: Токмакский аэропорт) är en flygplats i Kirgizistan. Den ligger i den norra delen av landet, 60 km öster om huvudstaden Bisjkek. Tokmakskij aeroport ligger 843 meter över havet.
Terrängen runt Tokmakskij aeroport är platt åt sydväst, men åt nordost är den kuperad. Runt Tokmakskij aeroport är det ganska glesbefolkat, med 26 invånare per kvadratkilometer. Närmaste större samhälle är Tokmak, 3,1 km nordväst om Tokmakskij aeroport. Trakten runt Tokmakskij aeroport består i huvudsak av gräsmarker.